# Kirgisische Fußballnationalmannschaft der Frauen
Die kirgisische Fußballnationalmannschaft der Frauen ist die Auswahl kirgisischer Fußballspielerinnen, die die Football Federation of Kyrgyz Republic auf internationaler Ebene, beispielsweise in Freundschaftsspielen gegen die Auswahlmannschaften anderer nationaler Verbände, aber auch bei Spielen um die Asienmeisterschaft des asiatischen Kontinentalverbandes, der AFC, repräsentiert.

## Geschichte
Am 23. April 2009 bestritt die Mannschaft ihr erstes Länderspiel. Bei dem Spiel, das im Vorfeld der Qualifikation zur Asienmeisterschaft 2010 ausgetragen wurde, unterlag man der Mannschaft aus Malaysia mit 1:5. In der anschließenden Qualifikation belegte man nach zwei Siegen aus vier Spielen den dritten Rang, der zur Teilnahme an der zweiten Qualifikationsrunde berechtigte. Kirgisistan verpasste dort jedoch, unter anderem nach einer 1:10-Niederlage gegen Vietnam, die Teilnahme an der Meisterschaft.
Eine der bekanntesten Spielerinnen ist Alina Litwinenko. Sie erzielte in 6 Spielen, 3 Tore.

## Turniere

### Olympische Spiele
- 1996 bis 2020: Nicht teilgenommen
- 2024: Nicht qualifiziert
- 2028: Nicht qualifiziert

### Weltmeisterschaft
- 1991 bis 2007: Nicht teilgenommen
- 2011: Nicht qualifiziert
- 2015: Nicht qualifiziert
- 2019: Nicht teilgenommen
- 2023: Nicht teilgenommen
- 2027: Nicht qualifiziert

### Asienmeisterschaft
- 1975 bis 2008: Nicht teilgenommen
- 2010: Nicht qualifiziert
- 2014: Nicht qualifiziert
- 2018: Nicht teilgenommen
- 2022: Nicht teilgenommen
- 2026: Nicht qualifiziert

### Zentralasienmeisterschaft
- 2018: Vierter Platz
- 2022: Dritter Platz